# Stříbrný luh
Stříbrný luh este o arie protejată (arie specială de conservare — SAC, sit de importanță comunitară — SCI) din Republica Cehă întinsă pe o suprafață de 105,06 ha, integral pe uscat.

## Localizare
Centrul sitului Stříbrný luh este situat la coordonatele 50°01′01″N 13°53′20″E / 50.016944°N 13.888889°E.

## Înființare
Situl Stříbrný luh a fost declarat sit de importanță comunitară în noiembrie 2009 pentru a proteja un număr necunoscut de specii din flora spontană și fauna sălbatică aflate în arealul zonei. Situl a fost protejat și ca arie specială de conservare în iulie 2012.

## Biodiversitate
Situată în ecoregiunea continentală, aria protejată conține 6 habitate naturale: Pajiști panonice carstice (Stipo-Festucetalia pallentis), Păduri de stejar și carpen Galio-Carpinetum, Păduri de fag Asperulo-Fagetum, Grohotișuri medio-europene calcaroase, de la nivel colinar și montan, Tufărișuri subcontinentale peripanonice, Păduri pe pante, grohotișuri și ravene de Tilio-Acerion.
La baza desemnării sitului se află un număr nedeclarat de specii protejate.